# سیارک ۲۵۴۲
سیارک ۲۵۴۲ (به انگلیسی: 2542 Calpurnia، نامگذاری:1980CF) دو هزار و پانصد و چهل و دومین سیارک کشف شده‌است که در ۱۱ فوریه ۱۹۸۰ کشف شد.
قدر مطلق سیارک برابر ۱۱٫۴۰ است.